# Nederlandse kampioenschappen schaatsen allround & sprint 2022
De Nederlandse kampioenschappen schaatsen allround & sprint 2022 in het langebaanschaatsen werden op 22 en 23 januari verreden op de overdekte schaatsbaan Thialf in Heerenveen, Friesland. Voor de mannen allround was het de 80e editie, voor de vrouwen allround de 64e editie, voor de mannen sprint de 54e editie en voor de vrouwen sprint de 40e editie. Het was voor de zesde keer dat deze vier kampioenschappen tegelijkertijd plaatsvonden.
Bij deze kampioenschappen konden de nationaal kampioenen de resterende startbewijzen voor de WK allround en WK sprint verdienen. Tijdens het Olympisch kwalificatietoernooi schaatsen Nederland 2022 plaatsten Patrick Roest, Marcel Bosker, Irene Schouten en Antoinette de Jong zich al voor de WK allround en Kai Verbij, Thomas Krol, Jutta Leerdam en Femke Kok al voor de WK sprint.
Marcel Bosker (allround mannen), Merel Conijn (allround vrouwen), Tijmen Snel (sprint mannen) en Michelle de Jong (sprint vrouwen) werden Nederlands kampioen.

## Programma
| zaterdag 22 januari | zondag 23 januari |
| --- | --- |
| 0500 meter vrouwen allround 0500 meter mannen allround 3000 meter vrouwen allround 5000 meter mannen allround0500 meter vrouwen sprint 0500 meter mannen sprint 1000 meter vrouwen sprint 1000 meter mannen sprint | 1.1500 meter vrouwen allround 1.1500 meter mannen allround 1.5000 meter vrouwen allround 10.000 meter mannen allround01.500 meter vrouwen sprint 01.500 meter mannen sprint 1.1000 meter vrouwen sprint 1.1000 meter mannen sprint |

## Podia

### Mannen allround
| Onderdeel      | 1e            | 2e            | 3e               |
| -------------- | ------------- | ------------- | ---------------- |
| Eindklassement | Marcel Bosker | Beau Snellink | Kars Jansman     |
|                |               |               |                  |
| 500 m          | Louis Hollaar | Tjerk de Boer | Jan Blokhuijsen  |
| 5000 m         | Marcel Bosker | Beau Snellink | Kars Jansman     |
| 1500 m         | Marcel Bosker | Tjerk de Boer | Jordy van Workum |
| 10.000 m       | Beau Snellink | Kars Jansman  | Marcel Bosker    |

### Vrouwen allround
| Onderdeel      | 1e           | 2e           | 3e             |
| -------------- | ------------ | ------------ | -------------- |
| Eindklassement | Merel Conijn | Joy Beune    | Melissa Wijfje |
|                |              |              |                |
| 500 m          | Elisa Dul    | Gioya Lancee | Merel Conijn   |
| 3000 m         | Joy Beune    | Merel Conijn | Reina Anema    |
| 1500 m         | Joy Beune    | Merel Conijn | Melissa Wijfje |
| 5000 m         | Merel Conijn | Joy Beune    | Reina Anema    |

### Mannen sprint
| Onderdeel      | 1e            | 2e            | 3e             |
| -------------- | ------------- | ------------- | -------------- |
| Eindklassement | Tijmen Snel   | Janno Botman  | Serge Yoro     |
|                |               |               |                |
| 1e 500 m       | Dai Dai N'tab | Ronald Mulder | Tijmen Snel    |
| 1e 1000 m      | Tijmen Snel   | Wesly Dijs    | Lennart Velema |
| 2e 500 m       | Tijmen Snel   | Janno Botman  | Ronald Mulder  |
| 2e 1000 m      | Serge Yoro    | Wesly Dijs    | Tijmen Snel    |

### Vrouwen sprint
| Onderdeel      | 1e                             | 2e               | 3e               |
| -------------- | ------------------------------ | ---------------- | ---------------- |
| Eindklassement | Michelle de Jong               | Marrit Fledderus | Helga Drost      |
|                |                                |                  |                  |
| 1e 500 m       | Michelle de Jong Dione Voskamp | —                | Marrit Fledderus |
| 1e 1000 m      | Ireen Wüst                     | Michelle de Jong | Marrit Fledderus |
| 2e 500 m       | Michelle de Jong               | Dione Voskamp    | Marrit Fledderus |
| 2e 1000 m      | Jorien ter Mors                | Michelle de Jong | Naomi Verkerk    |

## Klassementen

### Mannen allround
| #      | Schaatser           | 500m       | 5000m        | 1500m        | 10.000m      | Punten  |
| ------ | ------------------- | ---------- | ------------ | ------------ | ------------ | ------- |
| Goud   | Marcel Bosker       | 37,22 (5)  | 6.16,50 (1)  | 1.46,60 (1)  | 13.13,38 (3) | 150,072 |
| Zilver | Beau Snellink       | 37,81 (11) | 6.17,31 (2)  | 1.48,30 (5)  | 12.58,29 (1) | 150,555 |
| Brons  | Kars Jansman        | 37,98 (12) | 6.18,48 (3)  | 1.48,26 (4)  | 13.10,49 (2) | 151,438 |
| 4      | Chris Huizinga      | 37,32 (8)  | 6.23,42 (4)  | 1.48,32 (6)  | 13.40,27 (5) | 152,781 |
| 5      | Tjerk de Boer       | 36,20 (2)  | 6.35,32 (11) | 1.46,87 (2)  | 13.54,24 (6) | 153,067 |
| 6      | Jeroen Janissen     | 38,50 (17) | 6.28,64 (5)  | 1.51,06 (11) | 13.33,03 (4) | 155,035 |
| 7      | Jesse Speijers      | 37,22 (5)  | 6.33,83 (10) | 1.48,89 (7)  | 14.08,02 (7) | 155,300 |
| 8      | Jordy van Workum    | 37,05 (4)  | 6.33,60 (9)  | 1.47,78 (3)  | DQ           | 112,336 |
| 9      | Sijmen Egberts      | 37,60 (10) | 6.36,57 (12) | 1.50,06 (10) |              | 113,943 |
| 10     | Marwin Talsma       | 38,75 (18) | 6.31,40 (7)  | 1.49,29 (8)  |              | 114,320 |
| 11     | Jur Veenje          | 37,29 (7)  | 6.45,21 (16) | 1.49,99 (9)  |              | 114,474 |
| 12     | Lars Woelders       | 38,21 (16) | 6.38,06 (13) | 1.52,74 (14) |              | 115,596 |
| 13     | Bart Valentijn      | 38,04 (14) | 6.46,03 (18) | 1.52,64 (13) |              | 116,189 |
| 14     | Remo Slotegraaf     | 37,49 (9)  | 6.45,89 (17) | 1.54,53 (16) |              | 116,255 |
| 15     | Colin Duivenvoorden | 38,19 (15) | 6.46,70 (19) | 1.53,12 (15) |              | 116,566 |
| 16     | Jasper Krommenhoek  | 39,24 (19) | 6.41,49 (14) | 1.52,57 (12) |              | 116,912 |
| 17     | Bart Vreugdenhil    | 39,46 (20) | 6.43,89 (15) | 1.56,38 (17) |              | 118,642 |
|        | Louis Hollaar       | 36,09 (1)  | 6.32,49 (8)  |              |              | 75,339  |
|        | Jan Blokhuijsen     | 36,86 (3)  | 6.29,09 (6)  |              |              | 75,769  |
|        | Lex Dijkstra        | 38,00 (13) | DQ           |              |              | 38,000  |

### Vrouwen allround
| #      | Schaatser          | 500m       | 3000m        | 1500m        | 5000m       | Punten  |
| ------ | ------------------ | ---------- | ------------ | ------------ | ----------- | ------- |
| Goud   | Merel Conijn       | 39,45 (3)  | 4.05,07 (2)  | 1.56,28 (2)  | 6.58,36 (1) | 160,891 |
| Zilver | Joy Beune          | 40,08 (6)  | 4.04,51 (1)  | 1.55,90 (1)  | 7.03,98 (2) | 161,862 |
| Brons  | Melissa Wijfje     | 39,63 (5)  | 4.06,46 (4)  | 1.56,45 (3)  | 7.14,65 (4) | 162,987 |
| 4      | Reina Anema        | 40,96 (12) | 4.05,20 (3)  | 1.57,73 (4)  | 7.09,49 (3) | 164,018 |
| 5      | Robin Groot        | 39,59 (4)  | 4.09,83 (7)  | 1.58,31 (6)  | 7.22,35 (7) | 164,899 |
| 6      | Aveline Hijlkema   | 40,36 (7)  | 4.09,51 (6)  | 1.58,90 (7)  | 7.18,24 (5) | 165,402 |
| 7      | Esther Kiel        | 40,78 (11) | 4.10,57 (8)  | 2.00,77 (11) | 7.19,58 (6) | 166,755 |
| 8      | Gioya Lancee       | 39,35 (2)  | 4.14,29 (9)  | 1.59,75 (9)  | 7.35,53 (8) | 167,200 |
| 9      | Elisa Dul          | 39,33 (1)  | 4.08,24 (5)  | 1.57,87 (5)  |             | 119,993 |
| 10     | Paulien Verhaar    | 40,54 (9)  | 4.16,16 (11) | 2.00,33 (10) |             | 123,343 |
| 11     | Leonie Bats        | 40,45 (8)  | 4.21,25 (15) | 1.59,74 (8)  |             | 123,904 |
| 12     | Kim Talsma         | 40,69 (10) | 4.17,90 (13) | 2.01,14 (12) |             | 124,053 |
| 13     | Eline van Voorden  | 41,35 (15) | 4.18,95 (14) | 2.05,11 (17) |             | 126,211 |
| 14     | Eline Jansen       | 42,53 (17) | 4.15,95 (10) | 2.03,59 (14) |             | 126,384 |
| 15     | Sterre Jonkers     | 42,13 (16) | 4.16,58 (12) | 2.04,48 (16) |             | 126,386 |
| 16     | Sanne Westra       | 40,97 (13) | 4.27,29 (17) | 2.04,20 (15) |             | 126,918 |
| 17     | Yael Prenger       | 41,04 (14) | 4.27,89 (19) | 2.05,34 (18) |             | 127,468 |
| 18     | Sophie Kraaijeveld | 42,77 (19) | 4.22,80 (16) | 2.03,46 (13) |             | 127,723 |
| 19     | Veerle van Koppen  | 42,87 (20) | 4.27,71 (18) | 2.06,17 (19) |             | 129,544 |
| 20     | Lidia Tempert      | 42,59 (18) | 4.32,85 (20) | 2.10,14 (20) |             | 131,445 |

### Mannen sprint
| #      | Schaatser             | 500m       | 1000m        | 500m       | 1000m        | Punten  |
| ------ | --------------------- | ---------- | ------------ | ---------- | ------------ | ------- |
| Goud   | Tijmen Snel           | 35,21 (3)  | 1.08,51 (1)  | 34,88 (1)  | 1.09,34 (3)  | 139,015 |
| Zilver | Janno Botman          | 35,29 (4)  | 1.09,51 (4)  | 35,03 (2)  | 1.09,66 (5)  | 139,905 |
| Brons  | Serge Yoro            | 35,38 (6)  | 1.09,73 (5)  | 35,22 (4)  | 1.09,09 (1)  | 140,010 |
| 4      | Lennart Velema        | 35,30 (5)  | 1.09,43 (3)  | 35,30 (5)  | 1.09,52 (4)  | 140,075 |
| 5      | Wesly Dijs            | 35,85 (14) | 1.09,25 (2)  | 35,97 (12) | 1.09,29 (2)  | 141,090 |
| 6      | Mats Siemons          | 35,95 (16) | 1.10,54 (6)  | 35,78 (9)  | 1.10,79 (6)  | 142,395 |
| 7      | Aron Romeijn          | 36,00 (17) | 1.11,23 (8)  | 35,69 (8)  | 1.10,83 (7)  | 142,720 |
| 8      | Elwin Jongman         | 35,77 (12) | 1.11,29 (9)  | 35,97 (12) | 1.11,02 (8)  | 142,895 |
| 9      | Sebas Diniz           | 35,70 (9)  | 1.11,87 (13) | 35,48 (6)  | 1.11,77 (14) | 143,000 |
| 10     | Rem de Hair           | 35,86 (15) | 1.12,14 (15) | 35,80 (10) | 1.11,30 (12) | 143,380 |
| 11     | Armand Broos          | 35,78 (13) | 1.12,01 (14) | 35,85 (11) | 1.11,72 (13) | 143,495 |
| 12     | Joost van Dobbenburgh | 35,73 (10) | 1.12,60 (16) | 36,00 (14) | 1.11,15 (9)  | 143,605 |
| 13     | Jenning de Boo        | 36,46 (19) | 1.11,72 (10) | 36,03 (16) | 1.11,24 (11) | 143,970 |
| 14     | Thijs Govers          | 36,27 (18) | 1.11,84 (12) | 36,35 (17) | 1.12,71 (15) | 144,895 |
| 15     | Gijs Esders           | 35,50 (7)  | 3.11,86 (17) | 35,53 (7)  | 1.11,18 (10) | 202,550 |
|        | Ronald Mulder         | 35,18 (2)  | 1.10,87 (7)  | 35,12 (3)  |              | 105,735 |
|        | Thomas Geerdinck      | 35,73 (10) | 1.11,81 (11) | 36,02 (15) |              | 107,655 |
|        | Dai Dai N'tab         | 34,90 (1)  | DQ           |            |              | 34,900  |
|        | Stefan Westenbroek    | 35,57 (8)  |              |            |              | 35,570  |
|        | Kjeld Nuis            | DNF        |              |            |              |         |

### Vrouwen sprint
| #      | Schaatsster       | 500m       | 1000m        | 500m         | 1000m        | Punten  |
| ------ | ----------------- | ---------- | ------------ | ------------ | ------------ | ------- |
| Goud   | Michelle de Jong  | 38,15 (1)  | 1.16,17 (2)  | 37,85 (1)    | 1.16,01 (2)  | 152,090 |
| Zilver | Marrit Fledderus  | 38,32 (3)  | 1.16,33 (3)  | 38,24 (3)    | 1.16,79 (5)  | 153,120 |
| Brons  | Helga Drost       | 38,39 (4)  | 1.16,61 (4)  | 38,57 (6)    | 1.16,46 (4)  | 153,495 |
| 4      | Jorien ter Mors   | 38,85 (10) | 1.16,85 (6)  | 38,41 (4)    | 1.15,84 (1)  | 153,605 |
| 5      | Dione Voskamp     | 38,15 (1)  | 1.17,20 (9)  | 38,10 (2)    | 1.17,70 (10) | 153,700 |
| 6      | Naomi Verkerk     | 38,60 (6)  | 1.17,04 (8)  | 38,76 (9)    | 1.16,40 (3)  | 154,080 |
| 7      | Esmé Stollenga    | 38,44 (5)  | 1.17,53 (10) | 38,43 (5)    | 1.17,53 (9)  | 154,400 |
| 8      | Isabelle van Elst | 38,78 (9)  | 1.16,76 (5)  | 38,99 (12)   | 1.17,30 (7)  | 154,800 |
| 9      | Letitia de Jong   | 39,01 (12) | 1.16,98 (7)  | 38,90 (10)   | 1.16,91 (6)  | 154,855 |
| 10     | Isabel Grevelt    | 38,99 (11) | 1.17,55 (11) | 38,95 (11)   | 1.17,47 (8)  | 155,450 |
| 11     | Femke Beuling     | 38,70 (8)  | 1.18,48 (14) | 38,65 (7)    | 1.17,87 (11) | 155,525 |
| 12     | Lotte van Beek    | 39,57 (16) | 1.18,34 (13) | 39,83 (16)   | 1.18,37 (12) | 157,755 |
| 13     | Pien Hersman      | 39,44 (15) | 1.20,65 (16) | 39,81 (15)   | 1.21,66 (15) | 160,405 |
| 14     | Ramona Westerhuis | 39,95 (17) | 1.21,22 (17) | 39,67 (14)   | 1.20,90 (14) | 160,680 |
| 15     | Marit van Beijnum | 39,10 (13) | 1.18,30 (12) | 1.22,94 (17) | 1.18,68 (13) | 200,530 |
|        | Ireen Wüst        | 38,61 (7)  | 1.15,07 (1)  | 38,67 (8)    | DQ           | 114,815 |
|        | Maud Lugters      | 39,19 (14) | 1.19,49 (15) | 39,39 (13)   |              | 118,325 |